# ぱっぷる
株式会社ぱっぷるは、東京都新宿区内藤町1-7に本社を置く映像制作会社。

## 概説
1990年3月設立。番組企画制作販売会社。2000年からネットTVに参入。江頭2:50をメインで起用した『江頭2:50のピーピーピーするぞ!』は2006年から放送している人気番組で、現在までに番組DVDが7本、番組コーナーと連動した映画批評書籍が1作出ている。

## 現在制作している番組
- Mopal
  - 江頭2:50のピーピーピーするぞ!
  - 鳥肌実のトリジャジーラ放送
  - 電撃ネットワーク公開実験
  - 和泉流宗家 狂言への誘い
  - いしだ壱成の月刊新宿画報
  - 風穴気功
  - 翠&AKIRAの東京妄想局
  - 国家非常事態対策委員会 ベンジャミンフルフォード
- はいからチャンネル（出版社アーデントウィッシュが運営するウェブTV）
  - はいから万歳
  - はいから特選落語

## 以前制作していた番組
- Mopal
  - 猫のまんま（にゃんこのまんま）
  - 田代まさしのありがとうございマーシー
  - すもも

- TFM+
  - Real A project
  - Tokyo V-stock

- JUICY×JUICY
- 未来設計図
- Party×Party
- 創聖のアクエリオン in スペイン坂